# Pripsleben
Pripsleben ist eine Gemeinde im Landkreis Mecklenburgische Seenplatte. Die Gemeinde liegt nördlich von Neubrandenburg. Bis zum 1. Januar 2004 war die Gemeinde Teil des Amtes Kastorfer See und ist seitdem Teil des Amtes Treptower Tollensewinkel mit Sitz in Altentreptow.

## Geografie und Verkehr
Pripsleben liegt etwa vier Kilometer nordwestlich von Altentreptow. Die B 96 verläuft östlich der Gemeinde. Die Gemeinde ist von der A 20  über den Anschluss Altentreptow zu erreichen.  

## Ortsteile
- Pripsleben
- Barkow
- Neuwalde
- Miltitzwalde

## Geschichte
Pripsleben wurde erstmals als „Prebeslave“ im Jahr 1245 in einer Schenkungsurkunde erwähnt. Der Ort ist wahrscheinlich nach dem Lokator Pribislaw benannt. Eine Benennung nach Namen des mecklenburgischen Fürsten Pribislaw ist eher unwahrscheinlich. Später wurde der Ort auch Pribislaw, Pribislav oder Pribeslave genannt. In Pripsleben befindet sich ein Hügel, der auf eine ehemalige slawische Burganlage hindeutet. Der Ortsnamensbestandteil -leben ist dort erläutert.

## Wappen, Flagge, Dienstsiegel
Die Gemeinde verfügt über kein amtlich genehmigtes Hoheitszeichen, weder Wappen noch Flagge. Als Dienstsiegel wird das kleine Landessiegel mit dem Wappenbild des Landesteils Vorpommern geführt. Es zeigt einen aufgerichteten Greifen mit aufgeworfenem Schweif und der Umschrift „GEMEINDE PRIPSLEBEN • LANDKREIS MECKLENBURGISCHE SEENPLATTE“.

## Sehenswürdigkeiten
- Kirche Pripsleben; gotische, einschiffige Feldsteinkirche, wahrscheinlich aus dem 15. Jahrhundert. Der Fachwerkturm stammt von 1907.
- Kirche Barkow, mit neugotischen Formen und vorgestelltem Südturm